# Rufolo (famiglia)
Rufolo è un'antica famiglia di Ravello che per tradizione si ricollega al romano Publio Rutilio Rufo, console nel 105 a.C.
Attestata in Ravello già nel X secolo, vi costruì un famoso palazzo e con altre famiglie locali la Chiesa di San Giovanni del Toro. 
Altro lascito importante lasciato dalla famiglia alla Storia dell'Arte è il pulpito dei Rufolo, nel Duomo di Ravello.

I Rufolo furono sostenitori di Carlo d’Angiò e ne curarono l'incasso delle dogane accumulando una notevole ricchezza anche esercitando il commercio.
Nel tempo la famiglia si divise in tre rami.

## Personaggi celebri
- Giovanni, vescovo di Ravello (XII-XIII secolo) dal 1150 al 1209[3]
- Matteo[4] (XIII secolo), coinvolto in una carriera burocratica di spicco nel Regno di Sicilia. Ha ricoperto ruoli importanti come secreto e procuratore in varie regioni, contribuendo all'accumulo di ricchezza e prestigio della famiglia.
- Nicola (XIII secolo), marito di Sigilgaida della Marra, fece eseguire l'ambone del Duomo di Ravello. Attivo nell'amministrazione pubblica, ha ricoperto ruoli importanti come magister camerarius e magister procurator. Nicola è stato coinvolto anche nel commercio e ha fornito prestiti alla Curia regia. Tuttavia, è stato coinvolto negli eventi della crisi dei Vespri nel 1283, quando è stato arrestato insieme ad altri membri della famiglia Rufolo, accusato di peculato e tradimento. Questo evento ha segnato il declino della famiglia Rufolo, anche se alcuni suoi discendenti hanno mantenuto una presenza nella società nobiliare.
- Pellegrino (XIII secolo), vescovo di Ravello dal 1400 al 1401
- Giacomo (1225-1298), vicesecreto in Terra d’Otranto nel 1269. Nel maggio del 1271 fu nominato tra i maestri della Zecca di Brindisi.
- Ursone, secondogenito di Nicola. Nel 1263 fu vicesecreto a Messina, nel 1265 secreto in Abruzzo, nel 1269 secreto in Principato, Terra di Lavoro e Abruzzo, nel 1273 portolano, magister procurator e magister salis in Apulia.
- Lorenzo, figlio di Matteo nel 1275 fu maestro portolano e procuratore di Sicilia con Bartolomeo Acconciaioco. Nel 1282 secreto e maestro del sale in Apulia.
- Carlo, illustre personaggio del foro napoletano deceduto nel 1306[5]
- Bernardo, fu vicesecreto di Basilicata e Capitanatanel 1269
- Angelo, nel 1269 collettore del focatico in Terra di Lavoro, Principato e Comitato di Molise.
- Ciura, figlia di Matteo che sposò Ruggero Della Marra.
- Manilio, nobile di Molfetta che la difese valorosamente[6]
- Landolfo, protagonista di una novella di Boccaccio (Decamerone, II, 4)